# Kirkeøy

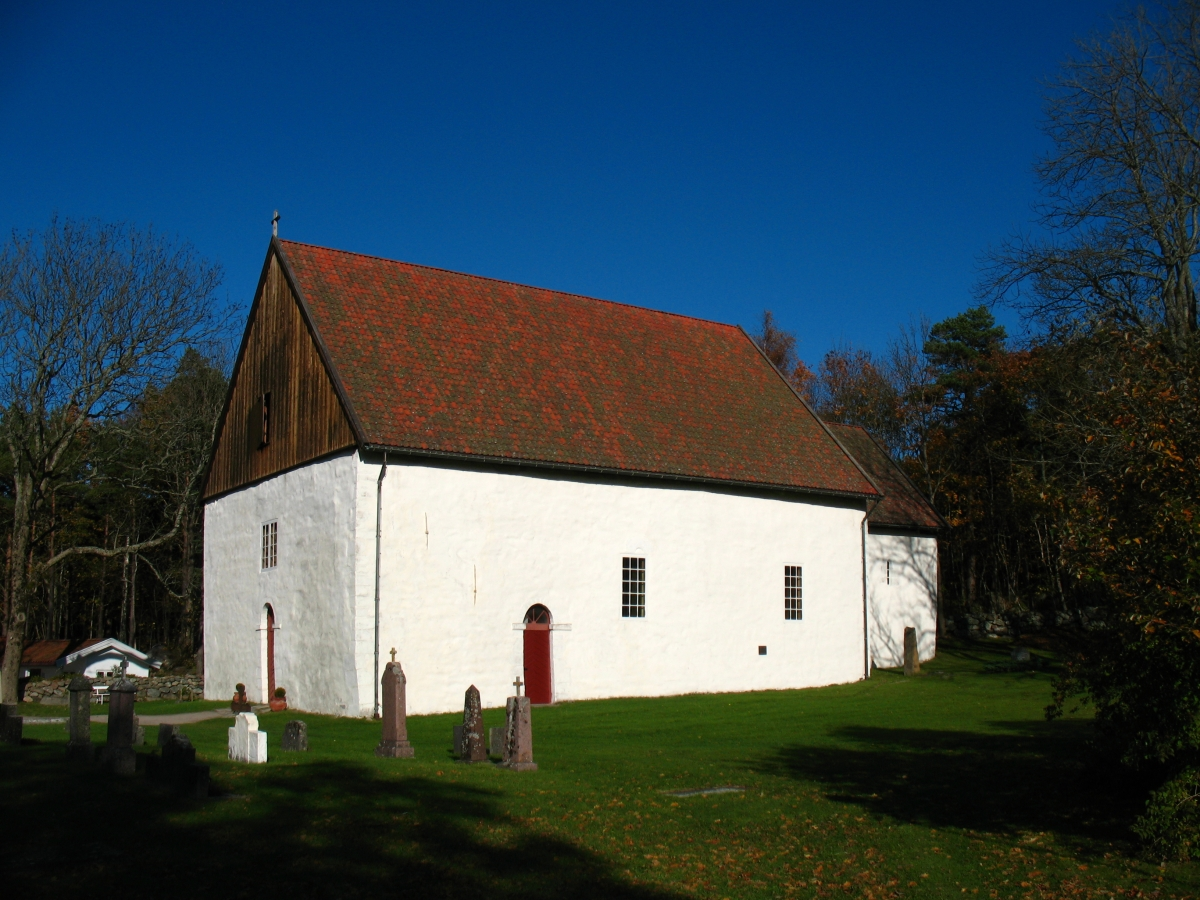
Kościół, od którego wyspa wzięła swą nazwę

Kirkeøy lub Kjerkeøy – norweska wyspa w gminie Hvaler, na terenie której znajduje się wioska Skjærhallen.

## Opis
Wyspa ma 29,6 km²  powierzchni, a w 2017 roku mieszkało na niej 1345 mieszkańców. Najwyższy punkt wyspy to Botneveten znajduje się 72 metry nad poziomem morza. W wiosce Skjærhalden znajduje się centrum administracyjne gminy Hvaler. Wyspa z kontynentem jest połączona przez podmorski tunel drogowy (Hvalertunnelen), który został otwarty w 1989 roku. Przechodzi on pod cieśniną Løperen do Asmaløy i dalej przez mosty do Fredrikstad. Tunel ma 3755 metrów długości. Został sfinansowany z opłat drogowych. Koszty zostały spłacone w 2007 roku, a w 2009 roku zaprzestano pobierania opłat.

## Kościół
Nazwa wyspy w tłumaczeniu brzmiałaby Wyspa Kościelna i pochodzi od kościoła zbudowanego na wyspie. Hvaler Kirke jest jednym z najstarszych kościołów w Norwegii. Pochodzi z XI-XII wieku. Przez wiele lat miał prywatnych kolatorów, dopiero w 1860 roku stał się własnością zboru. W latach 1953–55 przeszedł renowację pod kierunkiem architekta Håkona Christie. Znajdujący się w głównym ołtarzu obraz Ukrzyżowanie jest prawdopodobnie autorstwa Eggert Munch.

## Flora
Na wyspie znajdują się dwa rezerwaty przyrody: Whales Prestgårdskog, który powstał w 1993 roku, aby chronić lasy sosnowe i Arekilen. Na terenie tego drugiego znajduje się jezioro Arekilen, które kiedyś było fiordem, a obecnie znajduje się 1 m n.p.m. Na początku XX wieku podjęto decyzję osuszenia jeziora. W tym celu wybudowano śrubę Archimedesa napędzaną przez turbinę wiatrową. Projekt nadzorowany przez inżyniera rolnictwa, gdyż jego celem było pozyskanie gruntów ornych, zakończył się sukcesem i w 1916 roku jezioro wyschło. Ponieważ jezioro ponownie się zapełniło projekt został porzucony, a pod koniec XX wieku zostało pogłębione.